# ورزشکاه د کوئل
ورزشکاه د کوئل (به هلندی: Covebo Stadion - De Koel -) یک ورزشگاه فوتبال در هلند است که در فنلو واقع شده‌است.